# Контрабанда (фильм, 2012)
«Контраба́нда» (англ. Contraband) — остросюжетный боевик режиссёра Балтазара Кормакура, в главных ролях Марк Уолберг и Кейт Бекинсейл. Является ремейком  исландского фильма «Рейкьявик — Роттердам».

## Сюжет
Контрабандист Крис вышел из игры, женился и начал новую жизнь. Энди, шурин Криса, провалил одно дело. У них есть всего две недели на то, чтобы доставить из Панамы в США 15 миллионов фальшивых долларов.

## В ролях
- Марк Уолберг — Крис Фаррадей
- Кейт Бекинсейл — Кейт Фаррадей
- Бен Фостер — Себастьян Абни
- Калеб Лэндри Джонс — Энди
- Джованни Рибизи — Тим Бриггс
- Лукас Хаас — Дэнни Реймер
- Дж. К. Симмонс — капитан Кемп
- Диего Луна — Гонсало
- Роберт Уолберг — Джон Брайс
- Жаклин Флеминг — Джини
- Джейсон Митчелл — Уолтер

## Производство
Съёмки проходили в Новом Орлеане и Панаме.

## Критика
На агрегаторе рецензий Rotten Tomatoes фильм имеет рейтинг одобрения 51% на основе 165 рецензий со средней оценкой 5,4 из 10. Консенсус критиков сайта гласит: «Это более увлекательно, чем обычный январский боевик, но этого недостаточно, чтобы оправдать отсутствие оригинальности и излишне запутанный сюжет».
Роджер Эберт из Chicago Sun-Times поставил 2 балла из 4 и посчитал, что «сюжет слишком сложный», отметив, что фильм «требует много энергии». Эндрю О'Хехир из Salon сказал: «Это именно тот фильм, на котором специализируется Голливуд, такой, который на бумаге должен быть развлекательным, но в результате показывает массивное и хаотическое действие». Питер Трэверс из Rolling Stone посчитал, что фильм «погружается в море голливудских клише», а Марк Уолберг «как будто ходит во сне».